# 517894 Rolfrohwedder
517894 Rolfrohwedder este o planetă minoră (asteroid) din centura de asteroizi. A fost descoperită pe 22 august 2014 la Haleakalā Observatory⁠(d) de Pan-STARRS1⁠(d). 
Obiectul prezintă o orbită caracterizată de o semiaxă mare de 3,1350341493382 UAi, o excentricitate de 0,098928194749986, o înclinație de 11,340347004025 ° în raport cu ecliptica.